# Grigorij Vojtinskij
Grigorij Naumovitj Vojtinskij (ryska: Григорий Наумович Войтинский), ursprungligen Zarchin (Зархин), född 17 april 1893 i Nevel i Guvernementet Vitebsk i Kejsardömet Ryssland, död 11 juni 1953 i Moskva, var en sovjetisk sinolog och kominterntjänsteman. Han skickades till Kina 1920 som rådgivare för att kontakta de främsta kinesiska kommunisterna som Chen Duxiu, strax före bildandet av Kinas kommunistiska parti. Processen att bilda kommunistpartiet kan till största delen tillskrivas hans inflytande, även om hans efterträdare hade mer inflytande över den officiella partilinjen, som att alliera sig med Kuomintang.
Vojtinskij föddes i en rysk-judisk familj. År 1918 gick han med i Rysslands kommunistiska parti. Han deltog i östfronten i det ryska inbördeskriget.

## Arbete i Kina
År 1920 etablerade Sovjetunionen "Far Eastern Bureau" i Sibirien, en gren av tredje kommunistiska internationalen, eller komintern. Således var han direkt ansvarig för att leda upprättandet av ett kommunistiskt parti i Kina och andra länder i öst. Strax efter att byrån inrättades anlände Vojtinskij till Peking och kontaktade det kommunistiska avantgardet Li Dazhao. Li ordnade så att Vojtinskij träffade en annan kommunistledare, Chen Duxiu, i Shanghai. I augusti 1920 började Vojtinskij, Chen Duxiu, Li Hanjun, Shen Xuanlu, Yu Xiusong, Shi Cuntong och andra att etablera Kominterns Kina-gren.
Shanghai Chronicle (inte att förväxla med Shanghai Jewish Chronicle) inrättades 1919 i Shanghai av Shemeshko och andra ryssar  med socialistiska inriktningar och fick ekonomiskt stöd från den sovjetiska ryska regeringen i början av 1920. Våren 1920 kom Vojtinskij och hans kollegor till Kina på uppdrag att upprätta kommunistpartiet i Kina. De kom inte bara till Kina i skepnad av redaktörer och reportrar för tidningen, utan inrättade också Kominterns östasiatiska sekretariat i tidningskontoret. Från och med då blev Shanghai Chronicle både ett propagandamedel för det östasiatiska sekretariatet och en täckmantel för det sovjetiska kommunistpartiets verksamhet i Kina. Eftersom tidningspersonalen hjälpte sovjetisk och Komintern-personal som var stationerad i hemlighet hos tidningen för att etablera en kommunistisk organisation i Kina, spelade tidningen som helhet en speciell roll i den tidiga kommunistiska rörelsen i Kina. Även om Shanghai Chronicle slutade publiceras i slutet av 1922 eftersom ryskt bistånd tog slut, fortsatte många anställda att arbeta för bolsjevismen.

## Senare karriär
Grigorij Vojtinskij arbetade som en representant för Komintern fram till 1926. Sedan arbetade han i den sibiriska regeringen i Irkutsk till 1929, då han flyttade till Moskva, där han arbetade i olika orientalistiska institutioner. 1934 blev han professor vid Moskvauniversitetet.
Han anses vara en av grundarna av den sovjetiska sinologin. Han skrev flera böcker om samtida Kinapolitik. Han dog 1953 under en misslyckad kirurgisk operation.